# Marathon van Frankfurt 1998
De marathon van Frankfurt 1998 werd gelopen op zondag 25 oktober 1998. Het was de zestiende editie van deze marathon.
De Keniaan Abel Gisemba kwam bij de mannen als eerste over de streep in 2:11.40. Bij de vrouwen besliste zijn landgenote Angelina Kanana de wedstrijd in haar voordeel; zij kwam in 2:31.38 met een voorsprong van 20 seconden op de Poolse Elzbieta Jarosz als eerste over de finish.
De wedstrijd telde 9068 ingeschreven atleten en 6609 finishers.

## Uitslagen

### Mannen
| rang   | naam               | land | tijd    |
| ------ | ------------------ | ---- | ------- |
| Goud   | Abel Gisemba       | KEN  | 2:11.40 |
| Zilver | Isaac Chemobo      | KEN  | 2:12.46 |
| Brons  | Stephan Freigang   | GER  | 2:12.58 |
| 4      | Michael Fietz      | GER  | 2:13.51 |
| 5      | Tendai Chimusasa   | ZIM  | 2:14.17 |
| 6      | Moulay-Ali Ouadih  | MAR  | 2:14.26 |
| 7      | Oleg Otmakhov      | RUS  | 2:15.59 |
| 8      | Ceslovas Kundrotas | LTU  | 2:16.36 |
| 9      | Alfred Shemveta    | TAN  | 2:16.43 |
| 10     | William Mutwol     | KEN  | 2:16.46 |

### Vrouwen
| rang   | naam               | land | tijd    |
| ------ | ------------------ | ---- | ------- |
| Goud   | Angelina Kanana    | KEN  | 2:31.38 |
| Zilver | Elzbieta Jarosz    | POL  | 2:31.58 |
| Brons  | Claudia Dreher     | GER  | 2:32.25 |
| 4      | Silvia Renz        | GER  | 2:33.17 |
| 5      | Birgit Jerschabek  | GER  | 2:34.38 |
| 6      | Christina Mai      | GER  | 2:38.28 |
| 7      | Hilde Hovdenak     | NOR  | 2:39.01 |
| 8      | Debbie Percival    | ENG  | 2:40.26 |
| 9      | Melanie Hohenester | GER  | 2:44.50 |
| 10     | Line Kuster        | FRA  | 2:47.43 |

1981 ·
1982 ·
1983 ·
1984 ·
1985 ·
1986 ·
1987 ·
1988 ·
1989 ·
1990 ·
1991 ·
1992 ·
1993 ·
1994 ·
1995 ·
1996 ·
1997 ·
1998 ·
1999 ·
2000 ·
2001 ·
2002 ·
2003 ·
2004 ·
2005 ·
2006 ·
2007 ·
2008 ·
2009 ·
2010 ·
2011 · 
2012 · 
2013 · 
2014 · 
2015 · 
2016 · 
2017